# Garachico
Garachico és un municipi de l'illa de Tenerife, a les illes Canàries. Forma part de la comarca natural de l'Isla Baja, conjuntament amb Los Silos, Buenavista del Norte i El Tanque.

## Història
La ciutat de Garachico amb el seu port va ser fundada pel banquer genovès Cristóbal de Ponte després de la conquesta castellana de Tenerife el 1496. Durant els segles xvi i xvii, Garachico es va convertir en el principal port de l'illa. Del seu port salpaven navilis carregats de vi i sucre cap a Amèrica i Europa, cosa que va fer progressar econòmicament la població. El 1646, una esllavissada de terres va posar fi a la vida de 100 persones, i va enfonsar també 40 vaixells. El 5 de maig de 1706 una erupció del volcà de Trevejo va acabar amb el període daurat de la localitat. De matinada set onades de lava van baixar pel vessant garachiquenc arrasant i sepultant gran part de la vila, especialment el seu port, que va quedar totalment cobert. Malgrat tot no hi va haver víctimes mortals. Després d'aquest desastre natural els comerciants van passar llavors a utilitzar el moll del Puerto de la Cruz i Garachico va quedar com un petit port de pescadors. El corrent de lava que va arribar al mar va fer guanyar al municipi territori i unes piscines i tolls coneguts com el Caletón.
La Reserva Natural Especial del Chinyero ocupa part del municipi.

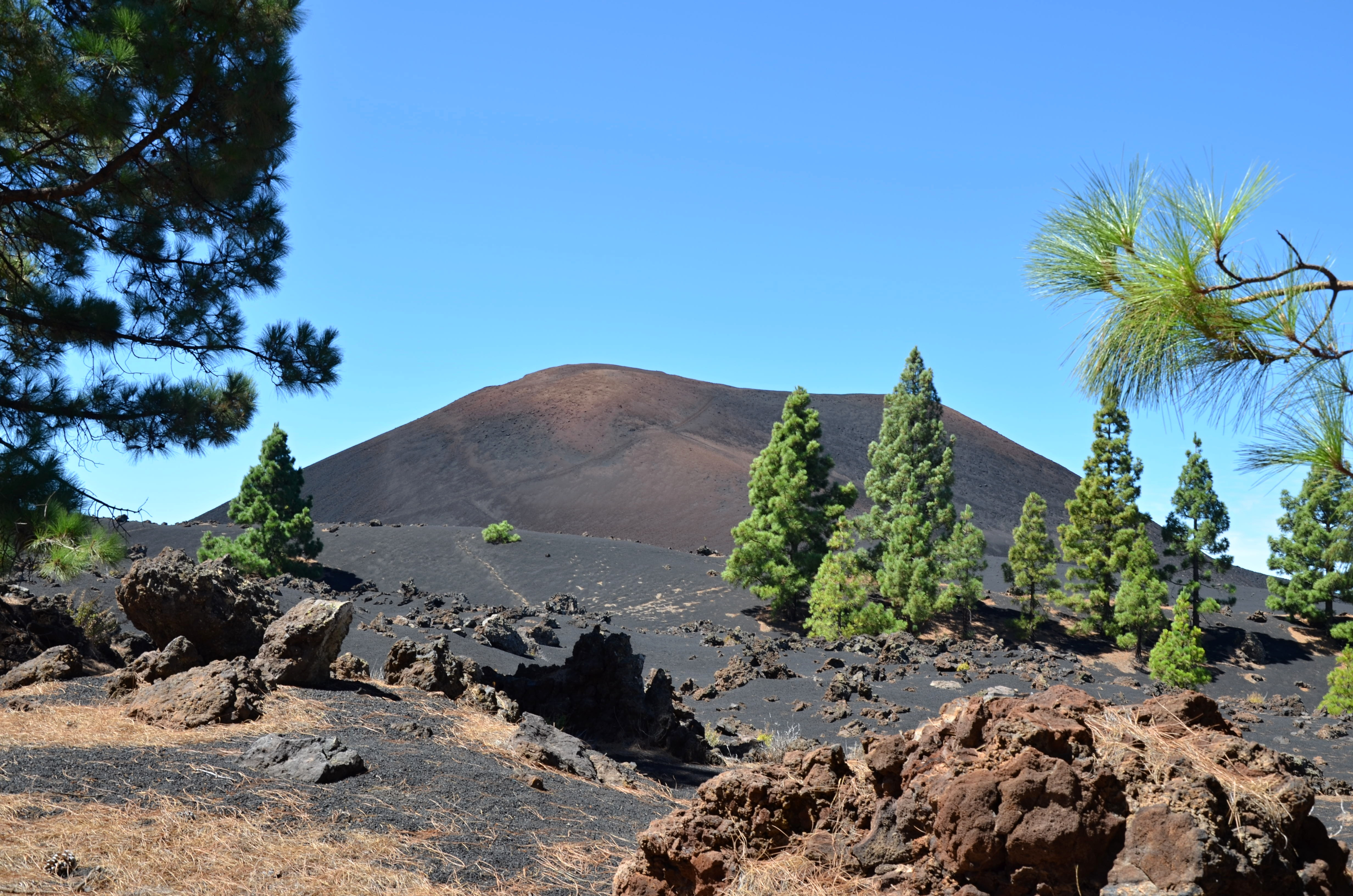
Volcà Chinyero

## Persones notables
- Blas García Ravelo. Escultor religiós del segle xvii deixeble de Martín de Andújar Cantos.